# 'N'ata parte 'e me
'N'ata parte 'e me è il nono album in studio del cantante italiano Anthony, pubblicato nel 2017.

## Tracce
1. Te vasa e te 'mbroglia – 3:39
2. N'ata parte e me – 4:07
3. Io ti porto via (feat. Giusy Attanasio) – 4:07
4. Io e te pe' sempe – 4:00
5. Vallo a cercà – 3:05
6. 60 minuti – 3:59
7. Almeno ce staje tu – 4:07
8. 'Nu grammo 'e core – 3:51
9. Colpa mia colpa toja – 4:01
10. Te chiammo dimane – 3:50